# 游戏编程
游戏编程指利用计算机编程语言，如C编程语言、C++编程语言、汇编等，编制计算机或游戏机上的游戏。
目前流行的游戏编程语言为C++编程语言，目前流行的游戏编程接口为DirectX 9.0，还有OpenGL、SDL等。

## 游戏脚本
游戏脚本是指在制作电子游戏的程序时，程序员为电子游戏程序编写的脚本语言。脚本语言是为了缩短传统的编写-编译-链接-运行过程而创建的计算机编程语言，而游戏脚本语言在电子游戏程序的编写中被广泛使用。
目前的电子游戏编程过程中大量使用游戏脚本来进行游戏程序的编写。例如在网络游戏魔兽世界中就使用了Lua脚本。一般游戏脚本是由开发电子游戏的程序员来编写，但也可能由一些其他的游戏开发人员编写简单的游戏脚本。

## 游戏工具编程
游戏工具编程是指采用各种开发工具进行开发修改电脑、电视游戏的过程。主要的开发工具有以下几大类：
1. 编程语言工具以及集成开发环境：Visual C++、Visual Basic、Delphi、.NET Framework系列（Visual C++.NET、Visual Basic.NET、Visual C#.NET）等等。
2. 开发工具包：最有名的是DirectX系列。
3. 各种游戏厂家自己开发的封装度极高的制作工具，如角色扮演游戏制作工厂等等。

这类工具是将游戏必要的人物、道具以及场景绘制好后，由玩家自由调用组合，而很少甚至不需要制作者敲入一行代码就可完成整个游戏的制作过程。但是这种制作过程无法充分发挥制作人的创作才智，例如各种人物的设计就无法由创作者加以改变。